# Hilifaosi
Hilifaosi is een bestuurslaag in het regentschap Nias van de provincie Noord-Sumatra, Indonesië. Hilifaosi telt 1761 inwoners (volkstelling 2010).